# WellGear
WellGear is een Nederlands bedrijf gespecialiseerd in het onderhoud, de reparatie, en de ontmanteling van geothermie-, zout-, aardgas- en olieputten.
Het bedrijf speelt een rol in het ontmantelen van gaswinputten in het Groningenveld in Nederland, met een project dat gericht is op het sluiten van 800 putten op 350 locaties over een periode van 15 jaar. Dit project omvat het gebruik van de Abandonator, een modulaire toren ontworpen voor het veilig en effectief afsluiten van putten. WellGear werkt hierbij sinds eind 2023 samen met de NAM en Arcadis onder de naam SITURN.
WellGear is opgericht in 2015 in het Drentse Westerbork. Het kantoor werd gevestigd in het voormalige gemeentehuis terwijl de werkplaats op het industrieterrein kwam te staan. Vanwege de groei was een nieuwe bedrijfslocatie nodig en in 2024 is begonnen met de bouw van een nieuw onderkomen in Assen. Het bedrijf heeft tevens vestigingen in Schotland, Abu Dhabi, Amerika en Australië.